# X (album sastava KUKU$)
X je treći studijski album zagrebačkog trap-sastava KUKU$. Objavljen je 15. lipnja 2023. godine kao jubilarno izdanje kojim se obilježava 10 godina postojanja sastava. Producirali su ga domaći i regionalni glazbeni producenti Strapazoot, Priki, Traposlavia, Trky, Brigi i Mihovil Šoštarić – poznatiji kao Lockroom, ali i njezini članovi Iso Miki i Goca R.I.P.

## Popis pjesama
| 1.    | »Visoki Start«                | 2:40 |
| 2.    | »Eurovizija«                  | 3:03 |
| 3.    | »Dai«                         | 2:55 |
| 4.    | »Ako Umrem Mlad«              | 2:16 |
| 5.    | »Braća Po Krvi«               | 2:04 |
| 6.    | »Rona«                        | 2:27 |
| 7.    | »Ye«                          | 2:14 |
| 8.    | »Dobar Loš Zao«               | 2:29 |
| 9.    | »Duboke Noći (ft. Zvone CEO)« | 3:45 |
| 10.   | »U Ovom Gradu«                | 2:40 |
| 11.   | »Drip Moreno«                 | 2:40 |
| 12.   | »Sa Bandom (ft. High5)«       | 3:32 |
| 13.   | »Šta Je«                      | 2:59 |
| 14.   | »KUKU$«                       | 3:04 |
| 38:54 |                               |      |